# Стубица (Лазаревац)
Стубица је насеље у градској општини Лазаревац у граду Београду. Према попису из 2022. било је 223 становника.

## Положај села
Стубица је јужно од Лазаревца, у врху долине Стубичке Реке а испод Виса и косе Маџарица. Куће су по косама и по странама долина сеоских потока. Насеље је резређеног типа и дели се на крајеве који се називају по већим родовима.

## Воде
Вода за пиће и за друге домаће потребе употребљава се са бунара који лети пресушују. Због тога се лети доноси вода са неколико извора, од који је најглавнији извор Велики Бунар. По предању он је био тако јак извор да је испод њега некада радило девет ваљарица. Када су Мађари из овог краја одлазили, они су овај извор затварали сланином, па је његова вода провалила, тобож, у Топлицу код Мионице. Кроз село протичу пет безимених поточића, који лети пресушују. У селу има две баре, Дарина Бара и Маџарска Бара, на којима се напаја стока. Кроз сеоски потес протичу Дуги Поток и Мали Поток, оба утичу у Стубичку реку.

## Земље и шуме
Њиве и ливаде су на местима која се зову: Белутак, Ђурино Поље, Дебело Брдо, Вис, Грабовица, Бело Поље, Церова Коса, Косица, Маџарац, Летиште, Клик, Циганлија (данас ту нема Цигана) и Камаљ у планини. Сеоска утрина и шума је на Вису.

## Старине у селу
Старо, кажу „маџарско“, гробље је на коси Маџарцу испод Виса. Доскора је ту било веома великих и грубо отесаних надгробних плоча од камена кречњака, које су биле окренуте својом дужином исток-запад. И сада се могу раскопати плоче, јер их је земља прекрила.
У месту Старом Селу у ливадама, испод данашњег гробља, било је старо насеље, данашњег села Стубица. Ту се изоравају парчад „ужичких лонаца“. Са места Циганлије одселили су се Цигани у суседно село Лукавицу.

## Подаци о селу
-Литија се носи Томине (Водене) Недеље, прве по Васкрсу а заветни дан је летњи Св. Арханђел.
Ово насеље се први пут помиње 1811. године, а 1818. године у њему је било 14 кућа. По Ј. Гавриловићу оно је имало 1844. године 24 куће и 160 становника. Данас Стубица има 12 родова са 96 кућа.

## Демографија
У насељу Стубица живи 219 пунолетних становника, а просечна старост становништва износи 41,5 година (41,4 код мушкараца и 41,6 код жена). У насељу има 77 домаћинстава, а просечан број чланова по домаћинству је 3,49.
Ово насеље је великим делом насељено Србима (према попису из 2002. године).
|  |

| Демографија | Демографија | Демографија |
| Година      | Становника  | Становника  |
| ----------- | ----------- | ----------- |
| 1948.       | 608         |             |
| 1953.       | 605         |             |
| 1961.       | 527         |             |
| 1971.       | 955         |             |
| 1981.       | 1.026       |             |
| 1991.       | 302         | 302         |
| 2002.       | 269         | 269         |

| Етнички састав према попису из 2002.‍ | Етнички састав према попису из 2002.‍ | Етнички састав према попису из 2002.‍ | Етнички састав према попису из 2002.‍ | Етнички састав према попису из 2002.‍ |
| ------------------------------------ | ------------------------------------ | ------------------------------------ | ------------------------------------ | ------------------------------------ |
|                                      |                                      |                                      |                                      |                                      |
| Срби                                 | Срби                                 |                                      | 263                                  | 97,76%                               |
| Хрвати                               | Хрвати                               |                                      | 2                                    | 0,74%                                |
| Црногорци                            | Црногорци                            |                                      | 1                                    | 0,37%                                |
| Румуни                               | Румуни                               |                                      | 1                                    | 0,37%                                |
| Бугари                               | Бугари                               |                                      | 1                                    | 0,37%                                |
| Југословени                          | Југословени                          |                                      | 1                                    | 0,37%                                |
| непознато                            | непознато                            |                                      | 0                                    | 0,0%                                 |

| Година пописа     | 1948. | 1953. | 1961. | 1971. | 1981. | 1991. | 2002. |
| ----------------- | ----- | ----- | ----- | ----- | ----- | ----- | ----- |
| Број домаћинстава | 116   | 128   | 130   | 284   | 312   | 84    | 77    |

| Број чланова      | 1  | 2  | 3  | 4  | 5 | 6 | 7 | 8 | 9 | 10 и више | Просек |
| ----------------- | -- | -- | -- | -- | - | - | - | - | - | --------- | ------ |
| Број домаћинстава | 12 | 19 | 12 | 13 | 6 | 5 | 9 | 1 | 0 | 0         | 3,49   |

| Пол    | Укупно | Неожењен/Неудата | Ожењен/Удата | Удовац/Удовица | Разведен/Разведена | Непознато |
| ------ | ------ | ---------------- | ------------ | -------------- | ------------------ | --------- |
| Мушки  | 118    | 39               | 67           | 8              | 4                  | 0         |
| Женски | 111    | 18               | 66           | 24             | 3                  | 0         |
| УКУПНО | 229    | 57               | 133          | 32             | 7                  | 0         |

| Пол    | Укупно                    | Пољопривреда, лов и шумарство | Рибарство                            | Вађење руде и камена | Прерађивачка индустрија       |
| ------ | ------------------------- | ----------------------------- | ------------------------------------ | -------------------- | ----------------------------- |
| Мушки  | 63                        | 10                            | 0                                    | 18                   | 15                            |
| Женски | 34                        | 17                            | 0                                    | 2                    | 4                             |
| УКУПНО | 97                        | 27                            | 0                                    | 20                   | 19                            |
| Пол    | Производња и снабдевање   | Грађевинарство                | Трговина                             | Хотели и ресторани   | Саобраћај, складиштење и везе |
| Мушки  | 4                         | 5                             | 2                                    | 3                    | 1                             |
| Женски | 1                         | 2                             | 0                                    | 3                    | 0                             |
| УКУПНО | 5                         | 7                             | 2                                    | 6                    | 1                             |
| Пол    | Финансијско посредовање   | Некретнине                    | Државна управа и одбрана             | Образовање           | Здравствени и социјални рад   |
| Мушки  | 1                         | 1                             | 0                                    | 1                    | 2                             |
| Женски | 1                         | 0                             | 0                                    | 3                    | 1                             |
| УКУПНО | 2                         | 1                             | 0                                    | 4                    | 3                             |
| Пол    | Остале услужне активности | Приватна домаћинства          | Екстериторијалне организације и тела | Непознато            | Непознато                     |
| Мушки  | 0                         | 0                             | 0                                    | 0                    | 0                             |
| Женски | 0                         | 0                             | 0                                    | 0                    | 0                             |
| УКУПНО | 0                         | 0                             | 0                                    | 0                    | 0                             |